# Jean-Michel Oughourlian
 (janvier 2014).
Jean-Michel Oughourlian, né le 20 août 1940 à Beyrouth au Liban, est un neuropsychiatre, psychologue ainsi qu'un écrivain et essayiste franco-libanais.
Reconnu aussi bien en France qu'aux États-Unis pour sa collaboration avec René Girard — membre de l'Académie française — et ses travaux autour de la théorie du désir mimétique, il détient la double nationalité française et libanaise.
Il est président de l'Association des médecins de l'Hôpital américain de Paris ainsi que membre d’honneur de l’association Recherches mimétiques, qui a pour objet de structurer la recherche liée à la théorie mimétique issue des travaux de René Girard et d'organiser sa diffusion en langue française.
Humaniste catholique, ambassadeur de l'ordre souverain de Malte près la République d'Arménie, Jean-Michel Oughourlian est engagé dans la lutte contre la précarité, l’exclusion et les maladies menant à la dépendance au travers de la défense de l'intégrité physique, psychologique et spirituelle des individus,.
Depuis sa retraite de ses activités cliniques en France, il partage son temps entre ses fonctions diplomatiques et humanitaires en Arménie et de nombreuses conférences dans des universités notamment aux États-Unis.

## Biographie
Jean-Michel Oughourlian est né à Beyrouth au Liban, d'un père arménien rescapé du génocide perpétré par les Ottomans en Arménie occidentale de 1915-1922, et d'une mère libanaise, sœur de l’épouse du prėsident de la république libanaise, Charles Hélou. Son père, Joseph Oughourlian, a occupé de 1962 à 1983 le poste de premier vice-gouverneur de la Banque du Liban. Il est arrivé en France à l'âge de dix ans.
Il effectue un parcours universitaire multi-disciplinaire :
- docteur d'État en médecine en juin 1966
- docteur en psychologie à l'université Paris-Descartes en juin 1973
- licencié en philosophie à l'université Paris 1 Panthéon-Sorbonne en juin 1975
- docteur d'État ès lettres et sciences humaines à l'université Paris-Descartes en avril 1981[4]
- professeur des universités en mars 1993

Par ailleurs, Jean-Michel Oughourlian développe des activités d'enseignement en :
- Psychologie, assistant au Laboratoire de psychologie pathologique de la Sorbonne entre 1970 et 1974, puis maître-assistant entre 1975 et 1985, puis maître de conférences de psychopathologie clinique à l'Institut de psychologie de l’université Paris-V (UFR de psychologie) entre 1985 et 1993.
- Psychiatrie, maître de conférences agrégé de psychiatrie, psychiatre des hôpitaux en décembre 1972, professeur titulaire de psychiatrie clinique au Collège international de médecine et de chirurgie regroupant l'Hôpital américain de Paris, l'université Columbia et l'université Cornell de New York, depuis octobre 1998.
- Psychopolitique, professeur adjoint de psycho-politique à l'université de Californie du Sud entre 1975 et 1977 et professeur à l'université Stanford en collaboration avec la chaire du professeur René Girard, depuis 1981.

Son cursus clinique suit les étapes suivantes :
- interne à l'hôpital Johns-Hopkins entre 1966 et 1967,
- médecin résident des hôpitaux psychiatriques de Paris entre 1968 et 1970,
- médecin spécialiste d'électroencéphalographie dans le service d'explorations fonctionnelles du système nerveux du centre hospitalier Sainte-Anne entre 1970 et 1990,
- attaché des hôpitaux de Paris entre 1971 et 1975,
- psychiatre du service de chirurgie générale du centre hospitalier Sainte-Anne entre 1972 et 1992,
- chef du service de psychiatrie de l'hôpital américain de Paris entre 1981 et 2007,
- neuro-psychiatre de l'hôpital américain de Paris depuis 1974.
- Il est mentionné à plusieurs reprises par l'un des personnages de la série sur Prime Video dans la saison 2 d'Hunters (série télévisée, 2020).

## Pensée
Très vite, les recherches cliniques de Jean-Michel Oughourlian l'ont amené à s'intéresser aux travaux de Milton Erickson, de Jay Haley, d'Ernest Rossi, et du groupe de Phoenix, ainsi qu'aux travaux de Paul Watzlawick, et du groupe de l'École de Palo Alto. Il adopte très tôt l'anthropologie du désir mimétique développée par René Girard et s'en sert pour enrichir ses propres travaux en psychiatrie.
Il a toujours cherché dans toutes ces disciplines à traquer les motivations des comportements humains et les mécanismes dont les hommes et les femmes sont les jouets à leur insu. Son apport à la théorie psychologique et psychiatrique consiste à remettre en question le primat freudien de l'inconscient et d'affirmer que « l'inconscient, c'est l'autre », c'est-à-dire l'autre concret, dont le désir nous sert de modèle, faisant de nous des apprentis conscients ou des marionnettes aveuglées.
Ainsi il explique, dans Un mime nommé désir, l'histoire des possédées de Loudun, qu'il décrypte à l'aide de la théorie mimétique, montrant qu'au fond c'est la mère supérieure du couvent, éprise d'un jeune prédicateur, qui entraîne les autres sœurs en leur communiquant son bovarysme, les plongeant ainsi dans l'hystérie généralisée. Les névroses et même les psychoses sont interprétées comme étant autant de stratégies du moi pour se voiler la face vis-à-vis de la réalité du désir, dont on refuse de reconnaître l'altérité foncière.
« La manifestation clinique du désir mimétique, c'est la rivalité » dit Oughourlian. Comme l'imitation est de toutes les faiblesses celle qu'on a le plus de mal à avouer, elle ne s'annonce jamais comme telle. Le patient accuse son modèle de vouloir lui voler poste, épouse, identité, trahissant à rebours l'altérité subreptice qui le traverse. Sortir de l'impasse rivalitaire implique alors de prendre pleinement conscience de sa propre dépendance et d'avouer sa dette envers le désir de l'autre. Travail difficile, qui exige du psychothérapeute une acuité psychologique et psychopolitique considérable et du patient de surmonter progressivement son orgueil originel,.
Apprécié aux États-Unis par les psychologues et psychiatres de l'école « relationnelle », Jean-Michel Oughourlian participe de manière active depuis ses débuts à l'association Colloquium on Violence and Religion (COVR), regroupement international de chercheurs qui s'intéressent à la théorie mimétique de René Girard. Il a également des liens avec l'Association Recherches mimétiques (ARM) à Paris, pour laquelle il a animé des séminaires. Il a participé aux côtés de Vittorio Gallese (en) (professeur de physiologie humaine et de neuroscience à l'université de Parme (Italie)) et de Andrew Meltzoff (en) (professeur de psychologie du développement à l'Université de Washington à Seattle et directeur du laboratoire Learning and Brain Sciences) au séminaire organisé par le Dr Scott Garrels du Fuller School of Psychology (Pasadena, Californie, États-Unis) sur l'imitation et les dernières découverte en psychologie génétique et neurosciences dans le cadre de l'Université de Stanford.
Il intervient à l'université interdisciplinaire de Paris pour expliquer la confirmation du désir mimétique chez l'homme par les neurosciences et leur théorie des neurones miroirs,,.
Dans son livre Psychopolitique préfacé par René Girard, Jean-Michel Oughourlian présente, autour d'un dialogue avec Trevor Cribben Merrill, des stratégies politiques constructives dans la perspective mimétique.

## Publications
Son travail d'écrivain s'élabore autour des publications suivantes :
- Son premier livre, La personne du toxicomane, publié en 1974, est un des premiers livres publiés en France sur la toxicomanie. Il adopte l'anthropologie du désir mimétique développée par René Girard et s'en sert pour enrichir ses propres travaux en psychiatrie. Il est en 1978 coauteur, avec René Girard, du livre Des Choses cachées depuis la fondation du monde.
- En 1982, il écrit Un mime nommé désir, ouvrage portant sur les phénomènes de transe, d'hystérie et de possession qui rompt avec les courants freudiens de l'époque et lance une nouvelle psychologie fondée sur le fait mimétique comme moteur de la relation et fondateur du moi.
- Entre 2000 et 2006, il étudie particulièrement les syndromes maniaco-dépressifs en communiquant dans de nombreux journaux grand public autour de ces maladies pour inciter les malades à un traitement adapté[11], rendre supportable le sevrage des tranquillisants[12].
- En 2007, il publie Genèse du désir, qui relate les méthodes psychothérapeutiques employées par l'auteur pour aider les couples lors de trois décennies à l'hôpital américain de Paris comme chef du service de psychiatrie.
- En 2010, il publie Psychopolitique, qui analyse l'actualité politique à partir de la théorie girardienne et propose une issue à la crise postmoderne en esquissant le portrait du leader de demain. René Girard a écrit la préface de Psychopolitique.
- En 2013, il publie Notre troisième cerveau, qui joint le « cerveau mimétique » au cerveau cognitif et au cerveau émotionnel. Cette approche nous propose une nouvelle vision de l'être humain en bouleversant notre connaissance de nous-même et nos psychothérapies.